# Hawtai B11
Der Hawtai B11 ist der erste selbst entwickelte PKW des chinesischen Herstellers Rongcheng Hawtai Automobile, welcher bisher als Auftragsfertiger für Hyundai Motor Company fungierte.
Für den B11 stehen zwei Motoren zur Wahl. Der 1,8-Liter-Ottomotor verfügt über einen Turbolader und erreicht so 118 kW. Das Drehmoment liegt bei 218 Nm. Der angegebene Verbrauch von 8,9 bzw. 9,3 l/100 km ist für diese Leistung sehr hoch – zumal die chinesischen Angaben sonst zu sehr niedrigen Werten tendieren. Daneben gibt es einen 2-Liter-Turbodiesel, welcher von VM Motori stammt. Die Leistung liegt bei 110 kW, das Drehmoment bei 210 Nm. Beide Motoren sind leistungsmäßig auf dem Stand der Technik, haben aber ein deutlich niedrigeres Drehmoment als etwa Motoren von Volkswagen. Für beide Motoren ist ein Automatikgetriebe erhältlich. Der Wagen erfüllt die Euro-IV-Abgasnorm.
Der B11 ist in China als höherwertiges Auto platziert, entsprechend ist die Serienausstattung auf westlichem Stand (zahlreiche Airbags, ABS, ESP, Klimaanlage, Elektrische Fensterheber) oder geht sogar darüber hinaus (Ledersitze, Xenon-Scheinwerfer, Navigationssystem).
| Modell                             | 1.8 T                                    | 2.4                                      | 2.0 Diesel                               |
| Zylinderzahl                       | 4                                        | 4                                        | 4                                        |
| Hubraum (cm³)                      | 1769                                     | 2378                                     | 1991                                     |
| Max. Leistung (kW/PS)              | 118/160 bei 5500                         | 121/164 bei 6000                         | 110/150 bei 4000                         |
| Max. Drehmoment (Nm)               | 215 bei 2100–4500                        | 217 bei 4000                             | 310 bei 2000                             |
| Höchstgeschwindigkeit (km/h) MT/AT | 195/190                                  | 190/190                                  | 195/190                                  |
| Getriebe (Serienmäßig)             | 5 Schaltgetriebe oder 4 Stufen-Automatik | 5 Schaltgetriebe oder 4 Stufen-Automatik | 6 Schaltgetriebe oder 4 Stufen-Automatik |
| Beschleunigung (0–100 km/h)        | keine Angaben                            | keine Angaben                            | keine Angaben                            |
| Verbrauch kombiniert (l/100 km)    | keine Angaben                            | keine Angaben                            | keine Angaben                            |
| Tankinhalt MT/AT                   | 70/65                                    | 60/65                                    | 70/60                                    |
| Bereifung                          | 225/60 R16                               | 225/60 R16                               | 225/60 R16                               |